# Budynek Liceum Żeńskiego Natalii Dadiani

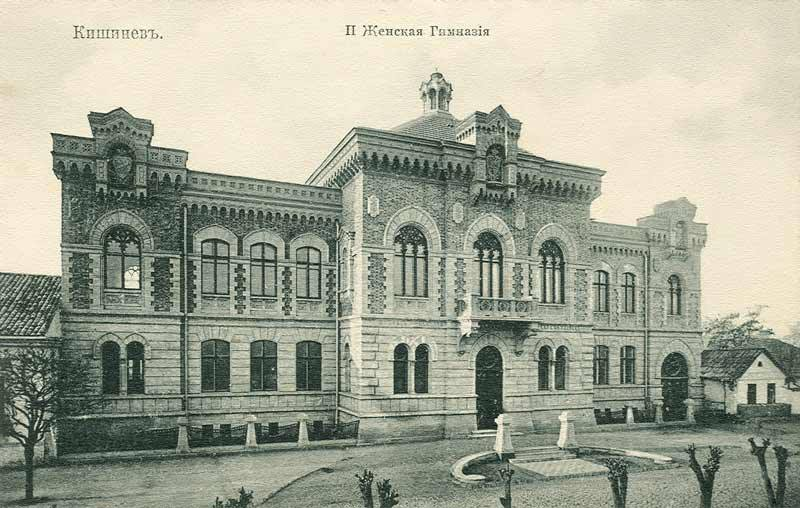
Nowy budynek Liceum Natalii Dadiani krótko po otwarciu (pocz. XX w.)

Budynek Liceum Żeńskiego Natalii Dadiani – zabytek architektury Kiszyniowa, znajdujący się przy ul. 31 sierpnia 1989 r. Siedziba Narodowego Muzeum Sztuki.

## Historia

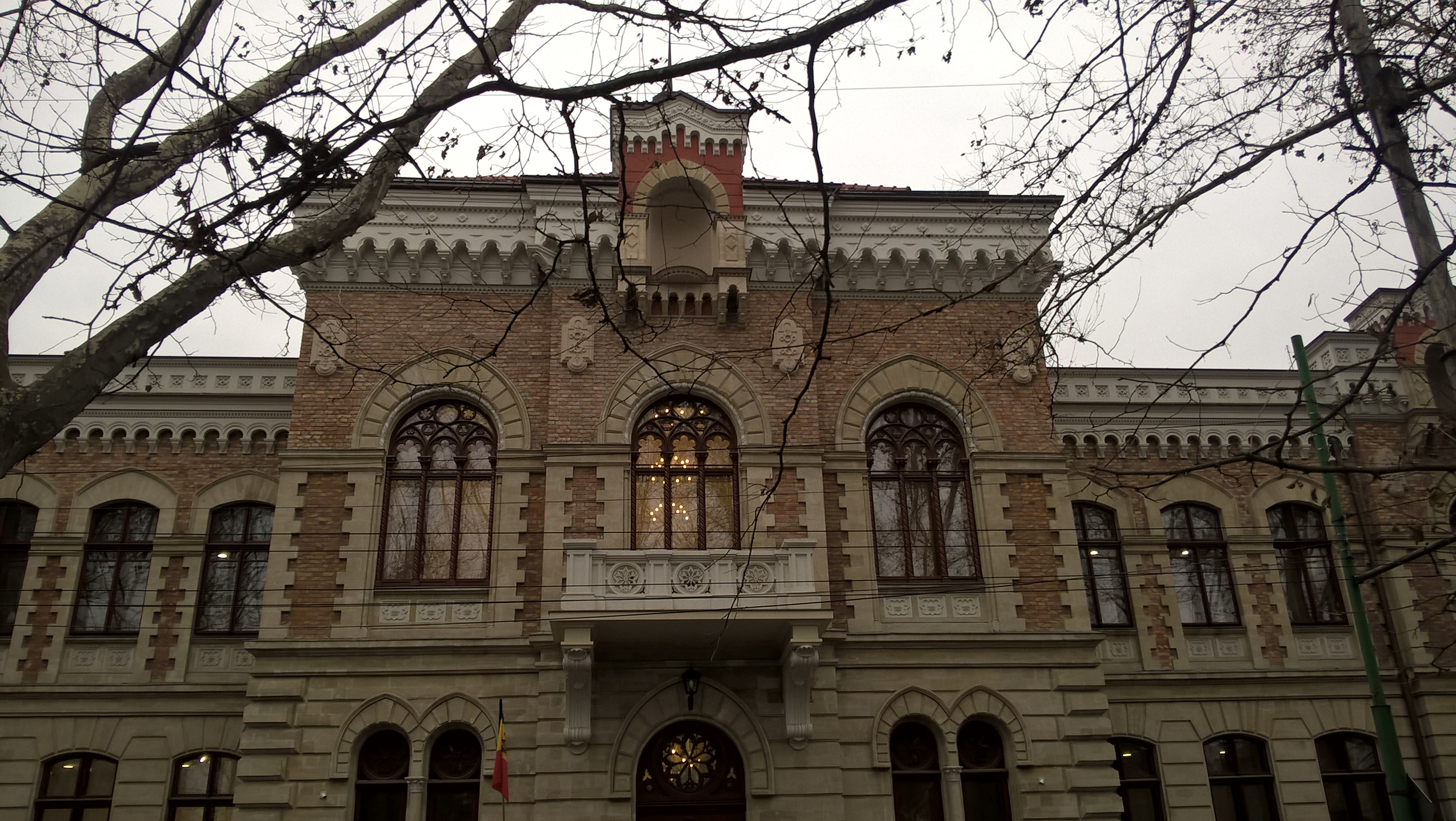
Budynek w 2016 r.

Budynek został wzniesiony według projektu Aleksandra Bernardazziego na potrzeby liceum żeńskiego, którego założycielką i dyrektorką była księżna Natalia Dadiani. Ona również była fundatorką nowej siedziby szkoły. Budowa obiektu trwała od 1899 do 1900 r.
W okresie rewolucji 1917 r. budynek liceum zajął na swoją kwaterę Oddział Frontowy Rumczerodu, pod dowództwem którego bolszewicy w styczniu 1918 r. na kilka dni przejęli faktycznie władzę w Kiszyniowie (zostali jednak wyparci przez interweniujące wojska rumuńskie). W okresie międzywojennym, gdy Kiszyniów razem z całą Besarabią należał do Rumunii, w budynku nadal znajdowała się szkoła – liceum żeńskie nr 2. Podczas II wojny światowej budynek został poważnie uszkodzony.
Po 1945 r. budynek zajął Komitet Centralny Komunistycznej Partii Mołdawii, następnie lewe skrzydło, zbudowane na miejscu sąsiedniego domu mieszkalnego, przekazano redakcji pisma „Știința” (Nauka), zaś w pozostałej części obiektu funkcjonował Pałac Pionerów. W 1979 r., po oddaniu do użytku nowej siedziby KC przy bulwarze Lenina (ob. bulwar Stefana Wielkiego i Świętego), obiekt rozbudowano, zaadaptowano na cele muzealne i otwarto w nim Muzeum Historii Komunistycznej Partii Mołdawii. Po jego likwidacji budynek dawnego żeńskiego liceum przejęło muzeum sztuk plastycznych. Budynek mieścił jedynie część ekspozycji, dzieła sztuki zachodnioeuropejskiej były eksponowane w połączonych willach Moisieja Kligmana i Vladimira Hertzy, jednak wskutek postępującej degradacji tych budynków całość zbiorów znalazła się ostatecznie w dawnym liceum Natalii Dadiani. 
Budynek został w latach 2014–2016 odremontowany dzięki wartej milion euro dotacji rządu rumuńskiego.

## Architektura

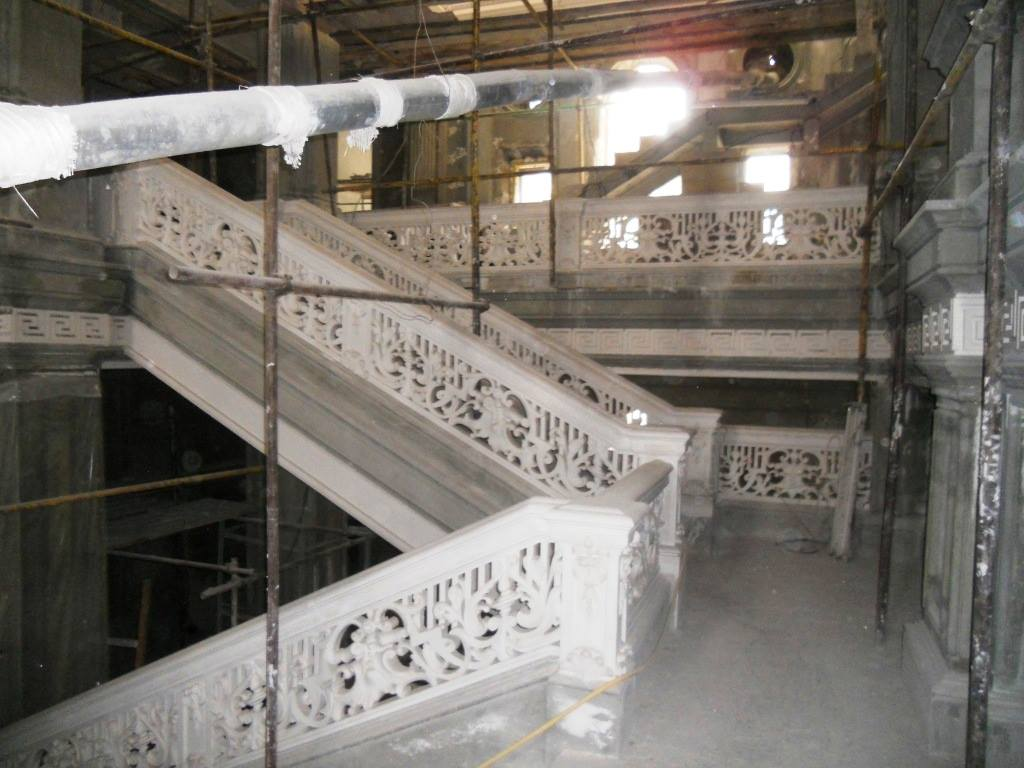
Klatka schodowa w budynku podczas remontu (październik 2015 r.)

Budynek dawnego liceum został wzniesiony na planie zbliżonym do litery T. W miejscu, gdzie spotykają się dwa skrzydła, wybudowano monumentalną klatkę schodową prowadzącą na korytarz, z którego przejść można do połączonych w amfiladę sal (dawniej lekcyjnych). 
Główną dominantą elewacji budynku szkolnego jest obszerny centralny ryzalit zwieńczony latarnią, dwa mniejsze ryzality znajdują się po bokach. Na pierwszym piętrze obiekt ma osiem zdobionych okien oraz wyjście na balkon, poniżej którego umieszczono reprezentacyjne wejście do budynku. Budynek w górnej partii dekorowany jest fryzem. Całość reprezentuje styl eklektyczny ze szczególnymi wpływami gotyku florenckiego.